# Когти Венг-Чанга
Когти Венг-Чанга (англ. The Talons of Weng-Chiang) — шестая серия четырнадцатого сезона британского научно-фантастического телесериала «Доктор Кто», состоящая из шести эпизодов, которые были показаны в период с 26 февраля по 2 апреля 1977 года.

## Сюжет
Доктор и Лила прибывают в Лондон XIX века, чтобы Лила смогла узнать о традициях её предков, особенно о музыкальном театре Викторианской Англии. Они решают сходить на выступление театрального волшебника Ли Сен Чанга в Дворцовом театре. По пути в Дворцовый театр, Доктор и Лила сталкиваются с бандой китайцев, которые несли тело извозчика. Они пытаются убить Доктора и Лилу, но услышав отдалённый свист приближающегося полицейского, все китайцы, кроме одного, сбегают. Доктора и Лилу вместе с ним отводят в станцию местной полиции.
В станции Ли Сен Чанг выступает в роли переводчика, чтобы узнать от пленника о произошедшем. Но Ли Сен Чанг тайно даёт ему пилюлю концентрированного яда скорпиона, которую пленник немедленно принимает и умирает. Доктор при осмотре тела находит на руке тату скорпиона — символ Тонга Чёрного Скорпиона, преданных последователей древнего бога Венг-Чанга.
Тело отвозят в местный морг вместе с телом извозчика, которое было найдено в реке. Там путешественники встречают профессора Лайтфута, проводящего вскрытие. Извозчиком оказывается Джозеф Буллер, искавший свою жену Эмму. Буллер пошёл в Дворцовый театр, где он известил Чанга о пропаже своей жены и сказал, что он вызовет полицию, если она не вернётся. Чанг, побоявшись разоблачения, послал своих людей убить Буллера. Чанг оказывается слугой Магнуса Грила, диктатора из LI века, который бежал от властей в кабине времени. Технология кабины основывается на «сигма энергии», которая очень нестабильна и нарушила ДНК Грила. Из-за этого он вынужден поглощать жизненную силу девушек, чтобы оставаться в живых. В то же время, Грил находится в поисках своей кабины, отнятой у него китайскими имперскими солдатами, которая в свою очередь была подарена имперским судьёй родителям профессора Лайтфута в качестве подарка. Мистер Син также из будущего, но он — робот-игрушка с корой головного мозга свиньи. Он более известен как Пекинский карлик, который послужил причиной Шестой мировой войны, когда его биологическая часть взяла верх над функциями игрушки.
Грил находит кабину времени и крадёт её, а в то же время Доктор выслеживает его в канализации под Дворцовым театром. Однако, Грил уже бежал из своего логова, оставив Чанга полиции. Чанг сбежал, но был покалечен огромной крысой. Такие крысы, как эта, появились в результат опытов Грила, и они охраняли его убежище.
В то время как Доктор и Лила пытаются найти новое логово Грила, Яго находит сумку с технологическими артефактами из будущего, среди которых есть ключ к кабине времени. Он относит её в дом профессора Лайтфута и оставляет сумку и записку для Доктора, после чего вместе Яго возвращается в Дворцовый театр, однако их ловят. Тем временем, Доктор и Лила случайно встречают Чанга в опиумной курильне. Здесь он рассказывает им, что Грил находится в Доме дракона, но умирает перед тем, как сообщает его точное положение.
Доктор и Лила возвращаются в дом профессора Лайтфута. Здесь они находят записку и ключ к кабинету времени. Они решают выждать Грила и его приспешников. Когда они прибывают, Доктор решает обменять ключ на освобождение Лайтфута и Яго. Вместо этого, Грил одерживает верх над Доктором и оказывается в западне с двумя любопытными сыщиками.
Лила, которая вышла из дома Лайтфута по приказу Доктора, идет за ними и сталкивается с Грилом. Её ловят и помещают в его машину для извлечения жизненной силы, Доктор, Яго и Лайтфут сбегают и спасают её. В финальной стычке мистер Син нападает на Грила, в то время как Доктор удостоверяет Грила в том, что после побега в кабине времени произойдёт катастрофический взрыв. Доктор толкает Грила в его камеру, она ломается из-за перегрузки, а Грил распадается на молекулы. Доктор вынимает из Пекинского карлика кору головного мозга и прекращает Зигма эксперимент, уничтожив ключ от кабины.
Доктор и Лила прощаются с Яго и Лайтфутом и заходят в ТАРДИС. Сбитый с толку полицейской будкой, Лайтфут удивляется, когда она исчезает, что он считает фокусом.

### Актёрский состав
- Дадли Симпсон, который сочинил много музыки для «Доктора Кто» в 60-х и 70-х, снялся камео в роли дирижёра театрального оркестра Яго.
- Майкл Спайс появляется в этой серии в роли главного злодея — Магнуса Грила. Он также озвучил Морбиуса в «Мозге Морбиуса».
- Джон Беннетт ранее появлялся в «Докторе Кто» в роли генерала Финча в серии «Вторжение динозавров».
- Кристофер Бенджамин ранее появлялся в серии «Инферно» в роли сэра Кита Голда и в новом сериале сыграл полковника Хью в серии «Единорог и оса».

## Дополнительная информация
- Роман «Тень Венг-Чанга» из цикла «Virgin Missing Adventures», написанный Дэвидом Эй Макинти, является сиквелом этой истории.
- Доктор снова встречает профессора Лайтфута в романе «Похитители трупов» из цикла «Eighth Doctor Adventures», написанном Марком Моррисом.
- Эта единственная серия из эры Тома Бейкера, в которой Доктор не носит свой знаменитый шарф. В этой серии он одет в костюм, напоминающий костюм Шерлока Холмса.
- Это одна из двух серий, в которых Лила не носит кожаный костюм. Согласно текстовой информации на DVD релизе, это изменение в костюме должно было стать постоянным, но идея вскоре была отвергнута.
- Когда Доктор опустошает свои карманы, можно увидеть некоторое количество хлама, включая пакет мармелада и игрушечный Бэтмобиль.

## Производство
| Эпизод      | Дата показа     | Продолжительность | Телезрители (в миллионах) |
| ----------- | --------------- | ----------------- | ------------------------- |
| «Часть 1»   | 26 февраля 1977 | 24:44             | 11.3                      |
| «Часть 2»   | 5 марта 1977    | 24:26             | 9.8                       |
| «Часть 3»   | 12 марта 1977   | 21:56             | 10.2                      |
| «Часть 4»   | 19 марта 1977   | 24:30             | 11.4                      |
| «Часть 5»   | 26 марта 1977   | 24:49             | 10.1                      |
| «Часть 6»   | 2 апреля 1977   | 23:26             | 9.3                       |
| [ 1 ] [ 2 ] |                 |                   |                           |

- Рабочее название: Когти Грила.
- Это была последняя серия Доктора Кто, спродюсированная Филипом Хинчклиффом

## Внешние отсылки
- Серия несколько раз отсылает к произведениям о Шерлоке Холмсе, написанные Артуром Конан Дойлем. Доктор одет как типичная карикатура на Шерлока Холмса (хотя Холмс из историй Дойля никогда не носил шляпу охотника за оленями в городе) и использует высказывания и манеры похожие на Холмса. Профессор Лайтфут напоминает коллегу Шерлока Холмса — Доктора Ватсона, а один раз Доктор даже говорит ему: «…элементарно мой дорогой Лайтфут».

## Новеллизация
- Новеллизация этой серии, написанная Террансом Диксом, была опубликована Target Books в ноябре 1977 года.